# 唱 (Adoの曲)
「唱」（しょう、英語: Show）は、Adoの楽曲。作詞はTOPHAMHAT-KYO（FAKE TYPE.）、作曲・編曲はGigaとTeddyLoid。2023年9月6日にVirgin Musicから配信限定シングルとしてリリースされた。

## 概要
2021年4月リリースの「踊」以来、約2年5ヶ月ぶりとなるGigaとTeddyLoidによる提供楽曲。インド音楽を思わせるエキゾチックなビートが特徴のEDMとなっている。作詞のTOPHAMHAT-KYOは「ウタカタララバイ」以来のタッグとなる。
楽曲はユニバーサル・スタジオ・ジャパンのハロウィンイベント「ハロウィーン・ホラー・ナイト」とのコラボ楽曲で、ダンスショー「ゾンビ・デ・ダンス」の主題歌に起用されており、2023年から使用されている。
また、ライドアトラクション「ハリウッド・ドリーム・ザ・ライド」「ハリウッド・ドリーム・ザ・ライド ～バックドロップ～」にも期間限定で搭載されていた。
Adoは楽曲の歌唱難易度について「過去一難しい」と語っており、ボイストレーナーのおしら（しらスタ　歌唱力向上委員会）とコラボしたYoutube動画にて歌い方を自ら解説している。
2023年12月2日には、日本テレビ系列の番組「ベストアーティスト2023」に出演し、「Tot Musica」とともに本楽曲のテレビ初パフォーマンスが行われた。また、その年の紅白歌合戦でも本楽曲が披露された。

## ミュージック・ビデオ
ミュージック・ビデオおよびジャケットイラストは、「レディメイド」や「マザーランド」のミュージックビデオやアートワークを手がけたヤスタツが担当した。“死後のダンスフロア”を描いた映像となっている。

## チャート成績
Billboard Japan Hot 100では、8位に初登場した後、ストリーミング数の上昇により順位を上げチャートイン3週目（2023年9月27日公開チャート）で首位を獲得した。「うっせぇわ」「新時代」に次ぐ自身3曲目の首位獲得楽曲となった。その後も4週連続で首位を獲得した。
オリコンでは、2023年10月30日付「週間デジタルシングル（単曲）ランキング」「週間ストリーミングランキング」で首位を獲得しデジタルランキング2冠を達成した。
ストリーミングの累計再生回数は、ビルボードジャパン集計で9週、オリコン集計では8週で1億回を突破し、自身最速の記録となった。

### 認定とセールス
|                                | 認定 (RIAJ) | 売上/再生回数      |
| ------------------------------ | ----------- | ------------------ |
| ストリーミング                 | ゴールド    | 100,000,000 回再生 |
| *認定のみに基づく売上/再生回数 |             |                    |

### 受賞
- 2025年JASRAC賞銅賞[24]

## 唱 LP
『唱 LP』（しょう LP）は、Adoのリミックス・アルバム。2024年9月5日にVirgin Musicからデジタルアルバムとしてリリースされた。
| #         | タイトル                                                | 作詞  | 作曲・編曲 | 時間 |
| --------- | ------------------------------------------------------- | ----- | ---------- | ---- |
| 1.        | 「唱」                                                  |       |            | 3:10 |
| 2.        | 「唱 - TeddyLoid Remix」                                |       |            | 3:48 |
| 3.        | 「唱 - Jax Jones Remix」                                |       |            | 2:34 |
| 4.        | 「唱 - Live / THE FIRST WORLD TOUR "Wish" Los Angeles」 |       |            | 3:27 |
| 5.        | 「唱 - Sped Up」                                        |       |            | 2:53 |
| 6.        | 「唱 - Slowed Down」                                    |       |            | 3:31 |
| 7.        | 「唱 - Stripped」                                       |       |            | 3:09 |
| 8.        | 「唱 - Instrumental」                                   |       |            | 3:11 |
| 9.        | 「唱 - A Cappella」                                     |       |            | 3:09 |
| 10.       | 「唱 - Jax Jones Remix / Extended Mix」                 |       |            | 4:25 |
| 合計時間: | 合計時間:                                               | 33:17 |            |      |

## カバー
- ぷにる（篠原侑） - テレビアニメ『ぷにるはかわいいスライム』エンディングテーマ[26]。「『ぷにるはかわいいスライム』かわいいぷにるソングアルバム」に収録。
- Abyssmare - ゲーム『D4DJ Groovy Mix』収録（2024年10月31日配信。[27]